# ماندیل (کارولینای شمالی)
ماندیل (به انگلیسی: Mandale) یک منطقهٔ مسکونی در ایالات متحده آمریکا است که در شهرستان المنس، کارولینای شمالی واقع شده‌است. ماندیل ۱۶۸٫۸۶ متر بالاتر از سطح دریا واقع شده‌است.